# Wolfgang Vlk
Wolfgang Vlk (* 4. Dezember 1956 in Wien) ist ein ehemaliger österreichischer Basketballspieler.

## Laufbahn
Vlk, der in Wien zur Welt kam und aufwuchs, nahm 1973 mit der österreichischen Kadettennationalmannschaft an der Europameisterschaft in dieser Altersklasse teil, ein Jahr später spielte er mit der Nationalmannschaft bei der Junioren-EM in Frankreich und war mit einem Punktedurchschnitt von 11,4 pro Partie bester österreichischer Korbschütze während des Turniers.
Ab 1975 spielte er für den UBSC Wien in der Bundesliga sowie im Europapokal. Im Laufe seiner Karriere wurde Vlk dreimal österreichischer Meister.
1977 schaffte er mit der österreichischen A-Nationalmannschaft den Aufstieg in die A-Gruppe und nahm an der Europameisterschaft in Belgien teil. Im Mai 1980 trat er mit der Auswahlmannschaft in der Ausscheidungsrunde zu den Olympischen Spielen an. Später, nämlich von 1983 bis 1987, hatte Vlk in der Nationalmannschaft das Amt des Spielführers inne.
Beruflich wurde Vlk, der in Wien Sozial- und Wirtschaftswissenschaften studierte und einen Magisterabschluss erlangte, als Wirtschaftsprüfer und Steuerberater tätig. Er hat vier Kinder. Im Österreichischen Basketballverband engagierte er sich als Rechnungsprüfer. Im Wiener Basketballverband war er Präsident und wurde später zum Ehrenpräsidenten ernannt.